# Прапор Циганів
Прапор Циганів — офіційний символ села Цигани. Затверджений 5 лютого 1997 року рішенням сесії сільської ради. 
Автори проєкту — А. Гречило та І. Скочиляс.

## Опис
Квадратне жовте полотнище, в центрі якого чорне колесо, від нього до кутів відходять по зеленому буковому листку.

## Значення символів
Колесо від воза символізує заняття мешканців села, котрі займалися виготовленням різного реманенту (колесо фігурує і на старій печатці громади), а також нав'язує до легенд про виникнення села. Букові листочки вказують на розташування Циганів серед колись багатих букових лісів. Жовтий колір означає багатство і щедрість.